# Webb (cràter)
Webb és un petit cràter d'impacte que es troba prop de la vora oriental de la Mare Fecunditatis, a la part oriental de la Lluna, i prop del seu equador. Està a nord del prominent cràter Langrenus, i a l'oest de Maclaurin i de Hargreaves, més petit. També està a nord-est de Naonobu.

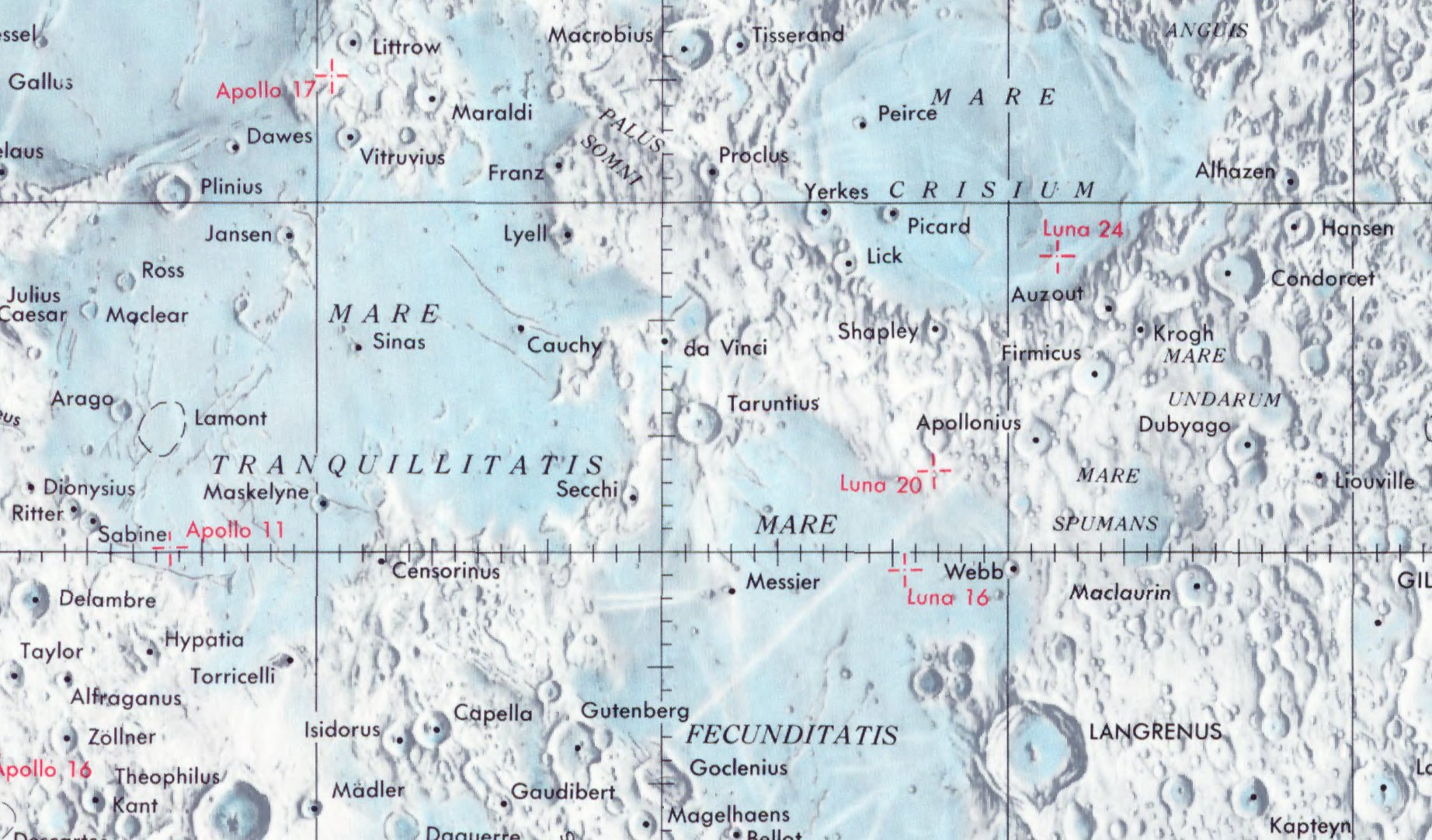
Localització de Webb (centre de la imatge)
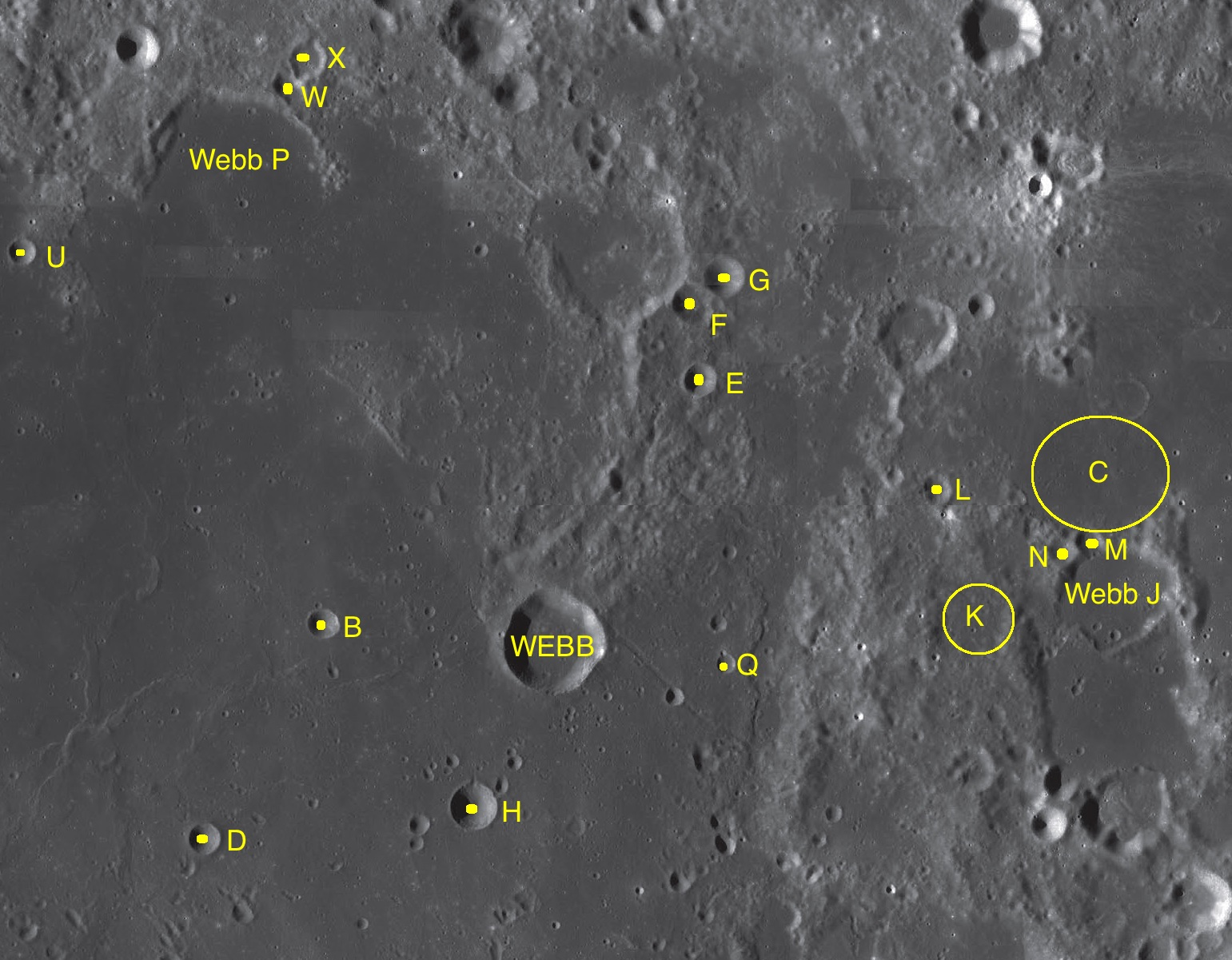
Cràters satèl·lit
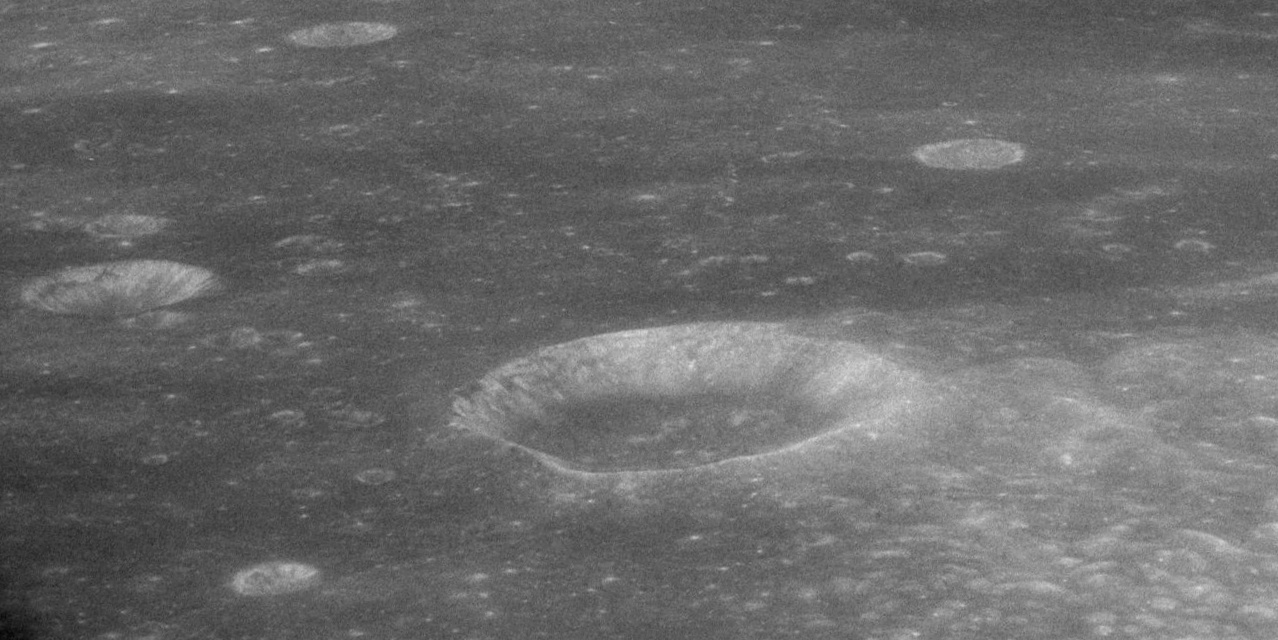
Fotografia de la missió Apollo 11

L'interior de Webb és relativament fosc comparat amb les parets interiors de la vora. Presenta un turó baixen el punt mig de l'interior, i a la mar lunar, cap al nord, apareix marcat un feble sistema de marques radials que sembla irradiar des d'aquest cràter.
A l'oest del cràter apareix una cresta arrugada coneguda com a Dorsa Andrusov.

## Cràters satèl·lit
Per convenció aquests elements són identificats en els mapes lunars posant la lletra en el costat del punt central del cràter que està més proper a Webb.
| Webb | Coordenades                        | Diàmetre |
| ---- | ---------------------------------- | -------- |
| B    | 0° 48′ S, 58° 24′ E / 0.8°S,58.4°E | 6 km     |
| C    | 0° 18′ N, 63° 48′ E / 0.3°N,63.8°E | 34 km    |
| D    | 2° 18′ S, 57° 36′ E / 2.3°S,57.6°E | 7 km     |
| E    | 1° 00′ N, 61° 06′ E / 1.0°N,61.1°E | 7 km     |
| F    | 1° 30′ N, 61° 00′ E / 1.5°N,61.0°E | 9 km     |
| G    | 1° 42′ N, 61° 12′ E / 1.7°N,61.2°E | 9 km     |
| H    | 2° 06′ S, 59° 30′ E / 2.1°S,59.5°E | 10 km    |
| J    | 0° 36′ S, 64° 00′ E / 0.6°S,64.0°E | 24 km    |
| K    | 0° 42′ S, 62° 54′ E / 0.7°S,62.9°E | 21 km    |
| L    | 0° 06′ N, 62° 42′ E / 0.1°N,62.7°E | 7 km     |
| M    | 0° 12′ S, 63° 48′ E / 0.2°S,63.8°E | 5 km     |
| N    | 0° 18′ S, 63° 36′ E / 0.3°S,63.6°E | 4 km     |
| P    | 2° 18′ S, 57° 48′ E / 2.3°S,57.8°E | 36 km    |
| Q    | 1° 00′ S, 61° 12′ E / 1.0°S,61.2°E | 5 km     |
| U    | 1° 48′ N, 56° 18′ E / 1.8°N,56.3°E | 6 km     |
| W    | 3° 00′ N, 58° 12′ E / 3.0°N,58.2°E | 8 km     |
| X    | 3° 12′ N, 58° 18′ E / 3.2°N,58.3°E | 8 km     |

Tres dels seus cràters satèl·lit són més grans que el propi cràter principal: Webb P, que situat a al nord-oest és en part un cràter fantasma en el seu costat sud; Webb C, situat a l'est és també en gran part un cràter fantasma; i Web J.
Webb R va ser reanomenat per la UAI amb el nom de Condon.